# دانشگاه ملی نساجی پاکستان
دانشگاه ملی نساجی (اردو: (قومی ٹیکسٹائل یونیورسٹی) یک دانشگاه دولتی واقع در فیصل آباد، پنجاب، پاکستان است. این مؤسسه برتر آموزش نساجی در پاکستان است.
پردیس این دانشگاه در حومه شهر فیصل آباد حدود ۱۶۲ جریب فرنگی (۶۶ هکتار) ۱۲ کیلومتر (۷٫۵ مایل) است. دانشگاه ملی نساجی توسط شورای مهندسی پاکستان (PEC) و شورای ملی فناوری (پاکستان) (NTC) تأیید شده و توسط کمیسیون آموزش عالی پاکستان (HEC) به رسمیت شناخته شده‌است.